# 침묵의 소리 (1960년 영화)
침묵의 소리(Inherit The Wind)는 미국에서 제작된 스탠리 크레이머 감독의 1960년 드라마 영화이다. 스펜서 트레이시 등이 주연으로 출연하였다.

## 출연

### 주연
- 스펜서 트레이시
- 프레드릭 마치
- 진 켈리

## 제작진
- 원작자: 로버트 E. 리